# Paralaophonte obscura
Paralaophonte obscura is een eenoogkreeftjessoort uit de familie van de Laophontidae. De wetenschappelijke naam van de soort is voor het eerst geldig gepubliceerd in 1962 door Vervoort.